# Likovna kolonija ''Boljevac''
Likovnoj koloniji Boljevac prethodila je likovna kolonija Rtanj koja je prvi put organizovana 1997. godine. Jedno vreme kolonija je nosila naziv Koža da bi do 2011. godine delovala pod imenom Pergament Rtanj. Nakon kraćeg prekida, likovna kolonija je ponovo počela sa radom 2014. pod nazivom Boljevac.

## Osnovni ciljevi
Cilj Kolonije jeste podsticanje likovne produkcije i stvaranje novih umetničkih dela, te povezivanje slikara iz svih krajeva Srbije. Obogaćivanje kulturne ponude, promocija savremenog slikarstva, kao i povećanje umetničke zbirke  Kulturno-obrazovnog centra Boljevac bitni su zadaci Likovne kolonije Boljevac.

## Specifični ciljevi
Upoznavanje umetnika sa prirodnim retkostima (Rtanj, Bogovinska pećina, Crni Timok, Malinik, Pećura...) i kulturnom baštinom boljevačkog kraja (Lapušnja, Krepičevac, Lozica, Osmanbegova česma...), kroz izlete, jesu bitni sadržijai kolonije Boljevac jer često inspirativno utiču na umetnike. Tako se, iako je tema Kolonije slobodna, na platnima nađu mnogi motivi u kojima se jasno ogledaju specifičnosti lokalnog identiteta.

## Učesnici
Veliki je broj istaknutih umetnika koji su učestvovali u radu Kolonije. Svakoko treba pomenuti: Gorana Radovanovića, Leposavu Milošević Sibinović, Borisa Pavlovića, Darka Trajanovića, Ivana Đelića, Vesnu Petrović, Draganu Milović, Dušicu Žarković, Nadu Nedeljković, Petra Barčeva, Katarinu Radić, dr Jelenu Trajković, Dragana Stokića, Valentinu Nikolić Radivojev, Draganu Dragotić itd.

## Prateće aktivnosti
Izložbe slika koje prate rad Kolonije pružaju široj publici mogućnost da se upozna sa specifičnostima savremene likovne umetnosti, kao i sa osobenostima crnorečkog kraja, ali da, na širem planu, utiču na promociju Crnorečja, odnosno Opštine Boljevac uopšte.